# Agnieszka Holland

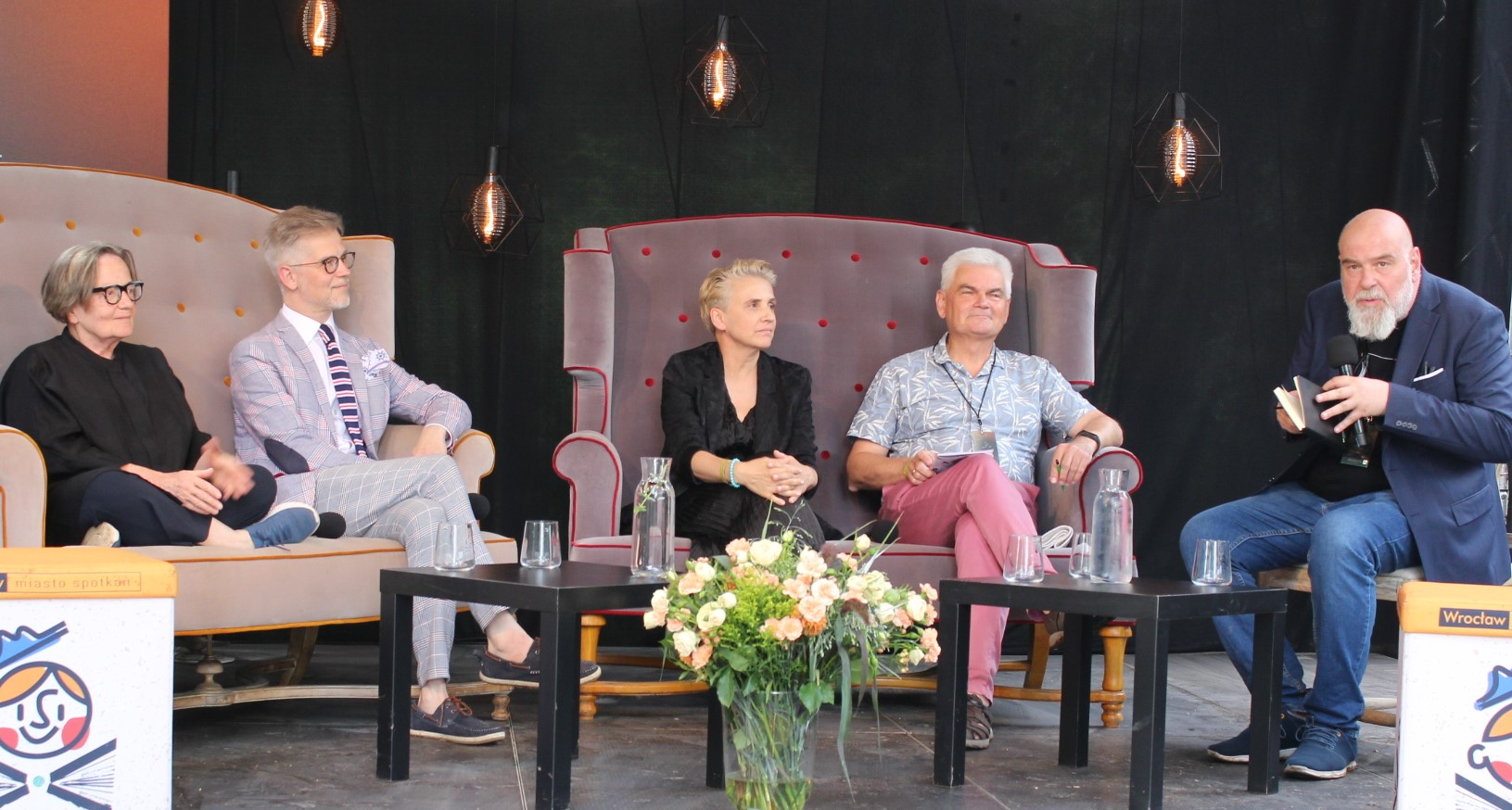
Agnieszka Holland, Jacek Dehnel, Joanna Scheuring-Wielgus, Edwin Bendyk, Irek Grin

Agnieszka Irena Holland (ur. 28 listopada 1948 w Warszawie) – polska reżyserka filmowa i teatralna, scenarzystka filmowa i aktorka, reprezentantka nurtu zwanego kinem moralnego niepokoju, dama Orderu Odrodzenia Polski (II i IV Klasy). Od grudnia 2020 przewodnicząca Europejskiej Akademii Filmowej.
Córka Henryka Hollanda i Ireny Rybczyńskiej, starsza siostra reżyserki i scenarzystki Magdaleny Łazarkiewicz. W latach 1966–1971 studiowała na Wydziale Filmowym i Telewizyjnym Akademii Sztuk Scenicznych w Pradze, biorąc w międzyczasie udział w wydarzeniach Praskiej Wiosny. Po raz pierwszy uznanie ze strony krytyków zagranicznych zdobyła kameralnym dramatem Aktorzy prowincjonalni (1978), a swoją renomę w Polsce ugruntowała nagrodzonym na Festiwalu Polskich Filmów Fabularnych filmem historycznym Gorączka (1980). Ukończywszy film Kobieta samotna (1981), krytyczny zarówno wobec środowiska „Solidarności”, jak i wobec pełnej marazmu komunistycznej rzeczywistości, wyemigrowała do Francji, gdzie pozostała po wprowadzeniu w Polsce stanu wojennego.
Realizując filmy we Francji i Niemczech, a później głównie w Stanach Zjednoczonych, Holland zasłynęła filmami: Gorzkie żniwa (1985, nominowany do Oscara dla filmu nieanglojęzycznego) czy Europa, Europa (1990, nominowany do Oscara za najlepszy scenariusz adaptowany) o Zagładzie Żydów, a także mniej politycznymi dramatami: Olivier, Olivier (1991) lub Plac Waszyngtona (1997). Od 2007 ponownie kręciła filmy w Polsce, gdzie jej następne dwa dzieła – W ciemności (2011, nominowany do Oscara dla filmu nieanglojęzycznego) oraz Obywatel Jones (2019) – otrzymały Złote Lwy na Festiwalu Polskich Filmów Fabularnych. Jeden z kolejnych filmów Holland – Zielona granica (2023) zdobył Nagrodę Specjalną Jury na Międzynarodowym Festiwalu Filmowym w Wenecji oraz Złote Lwy i Nagrodę Publiczności na Festiwalu Polskich Filmów Fabularnych.
W swoich filmach Holland skupia się na jednostkowych doświadczeniach osób znajdujących się na uboczu politycznych wydarzeń. Częstym poruszanym przez nią motywem jest krytyka zbrodni nazistowskich oraz komunistycznych. Holland była wielokrotnie honorowana, m.in. w 2020 otrzymała nagrodę FIPRESCI Platinum Award na Międzynarodowym Festiwalu Filmowym w Sofii, a w 2021 – Platynowe Lwy za całokształt twórczości.

## Życiorys

### Młodość i wykształcenie
Urodziła się 28 listopada 1948 w Warszawie. Jej ojciec, Henryk Holland, był dziennikarzem i socjologiem żydowskiego pochodzenia. Po kapitulacji Warszawy w 1939 przedostał się najpierw do Wilna, a następnie do Lwowa znajdującego się pod okupacją Związku Socjalistycznych Republik Radzieckich, po ataku Niemiec na ZSRR wstąpił w szeregi Armii Czerwonej, a po II wojnie światowej był oficerem Ludowego Wojska Polskiego, działaczem komunistycznym i członkiem PZPR. Jej matka, Irena z domu Rybczyńska, była polską dziennikarką wyznania katolickiego oraz uczestniczką powstania warszawskiego, negatywnie jednak oceniała sam wybuch powstania. Wedle wspomnień Agnieszki Holland matka źle przyjmowała postępowanie władz sanacyjnych II Rzeczypospolitej: „w jaki sposób przegrały wojnę, na parę tygodni przedtem uprawiając narodową tromtadrację, uciekając do Rumunii i na Zachód, i zostawiając ludzi samym sobie”. Po wojnie Irena Holland, tak jak jej mąż, wstąpiła do PZPR.
Po rozwodzie rodziców w 1959 Agnieszka Holland pozostała przy matce, która poślubiła dziennikarza Stanisława Brodzkiego. Henryk Holland, aresztowany pod podejrzeniem zdrady stanu, popełnił samobójstwo w 1961. Śmierć ojca była dla Agnieszki wstrząsem. Ukończywszy w 1966 II Liceum Ogólnokształcące im. Stefana Batorego w Warszawie, próbowała znaleźć ukojenie w reżyserii filmowej. Bez powodzenia starała się dostać do łódzkiej szkoły filmowej, w związku z czym złożyła aplikację do Wydziału Filmowego i Telewizyjnego Akademii Sztuk Scenicznych w Pradze, gdzie przebywała w latach 1966–1971. W 1968, podczas Praskiej Wiosny, brała aktywny udział w strajkach studenckich. W 1970 została aresztowana na sześć tygodni przez czechosłowacką służbę bezpieczeństwa (SNB) pod zarzutem kontaktów z osobami przemycającymi wydawnictwa emigracyjne (sprawa taterników). Po powrocie do Polski asystowała Krzysztofowi Zanussiemu na planie filmu Iluminacja (1970). Następnie podjęła współpracę z Andrzejem Wajdą i nowo stworzonym Zespołem Filmowym „X”, a w międzyczasie próbowała zrealizować własny film, lecz kolejne jej scenariusze były odrzucane przez komunistyczną cenzurę.

### Kariera filmowa

#### Polska: przed stanem wojennym (1975–1981)
W 1975 Holland nakręciła pierwszy telewizyjny film krótkometrażowy, Wieczór u Abdona, którego bohaterem jest tytułowy intelektualista zakochany w zamężnej aptekarzowej. Rok później zrealizowała epizod nowelowego filmu Obrazki z życia, powstałego na podstawie felietonów Jerzego Urbana. Bohaterką noweli Dziewczyna i „Akwarius” była dziewczyna zakochana w soliście zespołu beatowego, z którym spontanicznie rusza w tournée. W 1976 wraz z Pawłem Kędzierskim i Jerzym Domaradzkim wyreżyserowała Zdjęcia próbne, film poświęcony dziewczynie próbującej dostać się na plan wymarzonego filmu. W międzyczasie miała asystować przy tworzeniu filmu Człowiek z marmuru Wajdy, jednak na żądanie decydentów została odsunięta od produkcji, a jej nazwisko nie pojawiło się na liście płac. W 1977 nakręciła kolejny film telewizyjny, Coś za coś, którego bohaterką była psycholożka rozmawiająca z niedoszłą samobójczynią na temat nieszczęśliwej miłości tej ostatniej.
W 1978 Holland napisała scenariusz do uhonorowanego Złotymi Lwami na Festiwalu Polskich Filmów Fabularnych filmu Wajdy Bez znieczulenia (1978). Równocześnie poczyniła przygotowania do realizacji własnego, pełnometrażowego debiutu pod tytułem Aktorzy prowincjonalni (1978). Treścią filmu są naznaczone marazmem losy małżeństwa artystów: pełnego pomysłów, zdolnego aktora (Tadeusz Huk), który zmaga się z obojętnością reżysera-karierowicza, oraz pracującej w teatrzyku kukiełkowym żony tegoż aktora (Halina Łabonarska), na której ten wyładowuje swoje frustracje. Film zdobył Nagrodę FIPRESCI na 33. MFF w Cannes, zwracając uwagę krytyki zagranicznej na młodą wówczas reżyserkę.
Następnie Holland nakręciła film przekorny wobec euforii ruchu solidarnościowego z sierpnia 1980. Gorączka (1980), adaptacja Dziejów jednego pocisku Andrzeja Struga, ukazywała w drastycznych szczegółach nieudolne działania członków Polskiej Partii Socjalistycznej, którzy podczas rewolucji 1905 roku planują dokonać zamachu na życie cara za pomocą chałupniczo skonstruowanej bomby. Jak pisała Maria Janion, w filmie Holland „od bomby wszyscy popadają w gorączkę, ona kieruje ich krokami, ona wyznacza bieg życia i śmierci”; Gorączka ukazuje „tragiczną ironię” losu Polaków, której ucieleśnieniem okazuje się postać Gryziaka (Bogusław Linda), anarchisty niezwiązanego z żadną partią, który wykazuje zarazem największą determinację do zdetonowania bomby. Gorączka okazała się wielkim sukcesem artystycznym, zdobywając Złote Lwy na FPFF; docenione zostały kreacje Lindy oraz Krzysztofa Zaleskiego, a także scenografia Andrzeja Przedworskiego. Na Festiwalu Filmowym w Berlinie z uznaniem spotkała się natomiast gra aktorska Barbary Grabowskiej (Srebrny Niedźwiedź).
W 1981, korzystając z chwilowego odprężenia politycznego, Holland pośpiesznie nakręciła kolejny film przekorny wobec sukcesu „Solidarności”. W cieniu politycznych wydarzeń rozgrywa się akcja Kobiety samotnej. Jak twierdziła reżyserka: „Chciałam zrobić film o ludziach biednych, którzy nie umieją siebie wyrazić”, a punktem wyjścia dla jej dzieła była „sytuacja mieszkaniowa pewnej kobiety z dzieckiem”. Film o marazmie życia samotnej matki (Maria Chwalibóg), która wiąże się z rencistą (Linda) i naraża się na ostracyzm otoczenia (nawet solidarnościowego), skupiał się na ludziach, którzy są ofiarami wielkiej polityki nawet wtedy, gdy nie dokonują żadnego wyboru. Nakręcona w maju i czerwcu 1981 Kobieta samotna została zmontowana tuż przed ogłoszeniem stanu wojennego w Polsce; Holland, wyjechawszy przedtem do Francji, przezornie zabrała ze sobą kopię filmu. Kobieta samotna została nie tylko okrojona o sceny ewidentnie polityczne (na przykład zdemolowanie mieszkania przez esbeków), ale również otrzymała zakaz rozpowszechniania aż do 1987. Dopiero na FPFF w 1988 film otrzymał w ramach rekompensaty Nagrodę Specjalną Jury, spotykając się jednak z umiarkowanym odbiorem.

#### Europa Zachodnia: na emigracji politycznej (1982–1990)
Po ogłoszeniu stanu wojennego Holland pozostała okresowo we Francji i w RFN, gdzie współpracowała z Wajdą przy pisaniu scenariuszy do Dantona (1982) na podstawie sztuki Stanisławy Przybyszewskiej oraz Miłości w Niemczech (1983). W RFN pozostała na dłużej, podejmując się realizacji kolejnego filmu drastycznego pod względem środków wyrazu, Gorzkich żniw (Bittere Ernte, 1985). Jego bohaterka, żydowska studentka medycyny, ucieka z transportu do obozu koncentracyjnego. Napotkawszy polskiego chłopa – niedoszłego księdza i gorliwego katolika, który przejął majątek pożydowski – zostaje przezeń zmuszona do oddania mu się w zamian za względne bezpieczeństwo. Holland otrzymała fundusze na realizację filmu od żydowskiego producenta Artura Braunera, którego uważała za „wyjątkowo trudnego człowieka”. Brauner chciał usunąć z obsady grającą rolę drugoplanową Elisabeth Trissenaar ze względu na nieatrakcyjny wygląd tejże, jednak reżyserka nie pozwoliła się zdominować producentowi. Gorzkie żniwa zostały przyjęte z mieszanymi uczuciami. Z jednej strony, Karen Jeahne pisała, że „Holland jest zauważalnie zdolna do tego, aby w owej wojnie płci przedstawić psychologiczne mechanizmy oszukiwania samych siebie, jakie praktykowali Polacy w dobie Holokaustu, jak również klęskę Kościoła katolickiego w Polsce w swej próbie wzniesienia się ponad samozadowolenie z bycia «tą właściwą religią»”. Z drugiej strony, Roger Ebert wytykał liczne błędy scenariuszowe i dziury fabularne, uznając, że całość „osuwa się w stronę opery mydlanej i melodramatu”. Niemniej jednak Gorzkie żniwa znalazły się w ścisłej czołówce filmów nominowanych do Oscara dla filmu zagranicznego, a odgrywający rolę chłopa Armin Mueller-Stahl został nagrodzony na Międzynarodowym Festiwalu Filmowym w Montrealu.
W 1988 Holland zrealizowała w koprodukcji amerykańsko-francuskiej film Zabić księdza, poświęcony morderstwu popełnionemu w Polsce cztery lata wcześniej na księdzu Jerzym Popiełuszce, w które zaangażowani byli funkcjonariusze Służby Bezpieczeństwa. Holland problematyzowała jednak kontekst morderstwa, zamiast na charyzmatycznym księdzu (granym przez Christophera Lamberta) skupiając się na postaci mordercy (Ed Harris), który znajduje się na marginesie społeczeństwa i spotyka się z odrzuceniem. Holland opisywała warunki pracy w koprodukcji: „Boksowałam się właściwie ze wszystkimi – z producentem, ze studiem, z dystrybucją, gdyż karkołomne było łączenie amerykańskich i francuskich pieniędzy z takim tematem jak zabójstwo księdza Popiełuszki […] Byłam bardzo przejęta tą historią i bardzo chciałam opowiedzieć o niej również tym, którzy nie interesują się Polską”. Film został negatywnie przyjęty w anglo- i francuskojęzycznych mediach, a w recenzjach polskich z epoki budził zarówno niechęć komunistycznej, jak i katolickiej prasy. Zabić księdza chwalił natomiast Wajda, który stwierdził, że film Holland jest zwieńczeniem szkoły polskiej.
Wajda przygotowywał się wówczas do realizacji scenariusza Holland pod tytułem Korczak, który został przez nią napisany jeszcze w 1983, ale dopiero w 1989 został skierowany do produkcji. Scenariusz Holland drobiazgowo opisywał żywot Janusza Korczaka od połowy lat 30. do zamordowania go wraz z wychowankami w obozie zagłady w Treblince, uwydatniając przy tym kwestię powszechnego antysemityzmu w okupowanej Polsce. Jednak Wajda, skracając scenariusz, znacząco zredukował wątki antysemityzmu ze strony Polaków, zachowując przy tym złożoność postaw Żydów wobec Zagłady. Zwłaszcza końcowa, oniryczna scena rozpłynięcia się Korczaka i jego wychowanków we mgle rozsierdziła Claude’a Lanzmanna oraz Danièle Heymann z pisma „Le Monde”, którzy w napastliwym tonie oskarżyli Wajdę i Holland o zafałszowanie losów pedagoga i banalizację Holocaustu, co wpłynęło na negatywny odbiór Korczaka na świecie. Holland miała zresztą pretensje do Wajdy, iż przyczynił się do potwierdzenia oskarżeń dziennikarzy „Le Monde”:
„Nie jest [...] całkiem w porządku z jednej strony pokazywać zachowania Żydów w całej ich złożoności (czego będę zawsze bronić, zresztą), a z drugiej zachowania Polaków w tym czasie zredukować do działań przyjaciół Korczaka pragnących go uratować i tramwajarza ginącego, bo rzucał chleb. [...] Wydaje mi się, że pewną rolę w takim wyważeniu sprawy gra Twoja niechęć do pokazywania tego, co brzydkie, pokrętne, śmierdzące, niezrozumiałe, czyli – między innymi – polskiego antysemityzmu, i że o wiele Ci przyjemniej nakręcić tramwajarza niż szmalcownika”.

#### Europa Zachodnia i USA: po zimnej wojnie (1990–2006)
W międzyczasie Holland na zlecenie Braunera nakręciła film Europa, Europa (1990). Pomysł na nakręcenie filmu wyszedł od Braunera, gdyż producenta zainspirowała autentyczna historia Solomona Perela. Ów Żyd miał w trakcie II wojny światowej znaleźć schronienie przed Holocaustem, werbując się do niemieckiej armii i łatwo się aklimatyzując w bojówce Hitlerjugend. Odbiór Europy, Europy był przeważnie pozytywny; w magazynie „Empire” komentowano, iż „Holland starannie zachowuje równowagę między rzeczywistością a surrealizmem, wprowadzając sekwencje marzeń, w których Hitler walczy ze Stalinem”. Europa, Europa otrzymała nominację do Złotego Globu (w kategorii filmu obcojęzycznego) oraz do Oscara (za scenariusz adaptowany).
W 1991 Holland przeniosła się do Francji, gdzie jeszcze w tym samym roku nakręciła dwa filmy: telewizyjną adaptację sztuki Vaclava Havla Largo desolato oraz zrealizowanego wedle własnego scenariusza Oliviera, Oliviera, którego tematem jest tajemnicza sprawa zaginięcia jednego z dwojga dzieci małżeństwa mieszkającego na prowincji. Olivier, Olivier został pozytywnie przyjęty; David Ansen z „Newsweeka” ocenił film Holland jako „w połowie baśń, w połowie psychodramę”, której reżyserka „nie zadowala się łatwą odpowiedzią” na motywacje bohaterów.
W 1993 Holland wyjechała do Stanów Zjednoczonych, gdzie nakręciła adaptację klasycznej powieści Frances Hodgson Burnett Tajemniczy ogród (The Secret Garden) o losach osieroconej dziewczynki, która zamieszkując w wiktoriańskiej posiadłości, odkrywa zaniedbany ogród i znajduje wspólny język z niepełnosprawnym kuzynem. Filmowa adaptacja Tajemniczego ogrodu spotkała się z powszechnym uznaniem krytyków; Jonathan Rosenbaum pisał, iż Holland oraz partnerująca jej scenarzystka Caroline Thompson stworzyły „pięknie zrealizowany film”, który „bije na głowę typowe disnejowskie śmietnisko”.
Ukończywszy w 1994 telewizyjną adaptację prozy Raymonda Chandlera Red Wind, Holland ukończyła film Całkowite zaćmienie (The Total Eclipse, 1995) o toksycznym związku homoseksualnym między francuskimi poetami Arthurem Rimbaudem i Paulem Verlainem (w ich role wcielili się Leonardo DiCaprio i David Thewlis). Całkowite zaćmienie było krytycznie oceniane za brak polotu i marginalne odniesienia do samej profesji poetów. Z uznaniem krytyków spotkała się natomiast adaptacja powieści Henry’ego Jamesa Plac Waszyngtona (Washington Square, 1997). Holland przesunęła akcenty w stosunku do pełnego komizmu pierwowzoru Jamesa, podkreślając dramatyczną relację między lekarzem (Albert Finney) a jego córką (Jennifer Jason Leigh), którą on obwinia o śmierć swej żony zmarłej podczas porodu. Ansen napisał w swojej recenzji, że adaptacja Holland jest „prawdziwsza” od innego filmu na podstawie tej samej powieści, czyli Dziedziczki (1949) Williama Wylera.
W 1999 ukazał się kolejny amerykański film Holland, Trzeci cud (The Third Miracle) na podstawie powieści Richarda Vetere’a. W prowokacyjnym stylu reżyserka podjęła kwestię cudów w Kościele katolickim, filmując opowieść o śledztwie w sprawie beatyfikacji zakonnicy, której wierni przypisują cud polegający na zalaniu się marmurowego posągu krwawymi łzami. Bogumiła Fiołek-Lubczyńska zauważyła, że „w tym filmie ponownie dochodzi do głosu przekonanie, że najważniejsza w życiu jest wiara; ona bowiem może zdziałać cuda, albo też... cuda wzmacniają wiarę”. Dwa lata później Holland ukończyła na zlecenie HBO film Strzał w serce (Shot in the Heart, 2001), poświęcony sprawie Gary’ego Gilmore’a (Elias Koteas), mężczyzny oskarżonego o morderstwo, który odmówił wszelkiej przysługującej mu obrony i dobrowolnie przyśpieszył wydanie nań wyroku śmierci. Steven Oxman z „Variety” ocenił Strzał w serce jako film „emocjonalnie głęboki, lecz momentami zbyt ciężki”, doceniając wszakże zniuansowanie kontekstu wydarzeń.
W 2001 Holland zdążyła nakręcić również koprodukcję Julia wraca do domu (Julie Walking Home), poświęconą kryzysowi małżeńskiemu w rodzinie polskich emigrantów, który prowokuje główną bohaterkę (Miranda Otto) do wyjazdu do Polski i romansu z tajemniczym uzdrowicielem (Lothaire Bluteau). Film nie miał powodzenia w Polsce; recenzja w „Polityce” zaczynała się stwierdzeniem, iż Holland „deklaruje, że interesuje ją świat transcendencji i cudu, magii i kabały, w który nie jest w stanie uwierzyć, ale który ją przyciąga. Z tej schizofrenii światopoglądowej rodzą się jej kolejne filmy, niestety coraz mniej atrakcyjne dla widza”.
Z mieszanymi recenzjami spotkał się również kolejny film fabularny Holland, Kopia mistrza (Copying Beethoven, 2006). Reżyserka podjęła się przepisania na nowo końcowego etapu życiorysu Ludwiga van Beethovena (Ed Harris), wprowadzając fikcyjną postać Anny Holtz (Diane Kruger), zatrudnionej jako kopistka u ekscentrycznego kompozytora. O ile Rosenbaum doceniał film pomimo jego „anachronicznego” stylu, o tyle Lisa Schwarzbaum z „Entertainment Weekly” skwitowała Kopię mistrza jako „napuszoną od początku do końca biograficzną fantazję o bzdurnym, anachronicznym feministycznym zakrzywieniu”. Skromniejszym przedsięwzięciem dla Holland był zrealizowany w tym samym roku film telewizyjny Historia Gwen Araujo (A Girl Like Me: The Gwen Araujo Story, 2006), poświęcony autentycznemu transpłciowemu nastolatkowi cierpiącemu na ostracyzm otoczenia, zamordowanemu w 2002 roku.

#### Polska, Czechy, USA: seriale telewizyjne i środkowoeuropejskie filmy kinowe (2007–2023)
W 2007 Holland nakręciła w Polsce wraz z córką Kasią Adamik, siostrą Magdaleną Łazarkiewicz oraz Borysem Lankoszem serial telewizyjny Ekipa. Zaliczany do political fiction serial opowiadał historię premiera Turskiego, który po rezygnacji poprzedniego szefa rządu, skompromitowanego doniesieniem o współpracy z SB, usiłuje zmienić kraj na lepsze. Ekipa, wyemitowana w Telewizji Polsat, już po jednym sezonie została zdjęta z anteny wskutek porażki komercyjnej. Problem z odbiorem Ekipy wynikał – zdaniem Darka Kuźmy z Onetu – z nazbyt idealistycznego zacięcia twórców oraz faworyzowania określonego realnego środowiska politycznego, którym miała się okazać Platforma Obywatelska. Niezależnie od uwikłań politycznych Ekipę Kuźma odczytywał jako udaną próbę przeszczepienia na polski grunt konwencji amerykańskiego Prezydenckiego pokera (The West Wing).

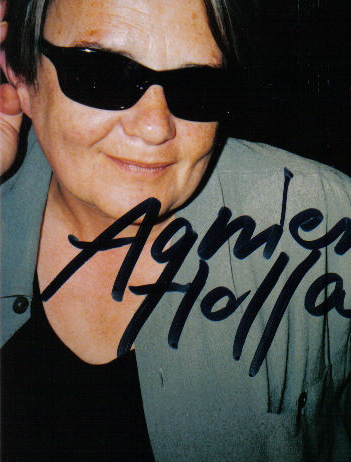
Agnieszka Holland, 2007

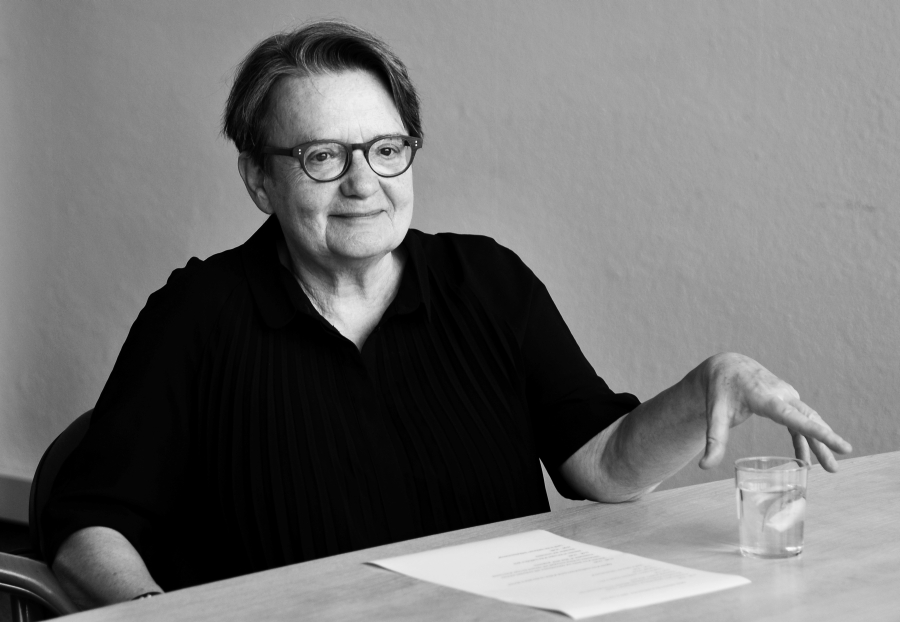
Agnieszka Holland, 2014

W 2009 Holland wraz z Adamik nakręciła w koprodukcji polsko-czesko-słowacko-węgierskiej serial Janosik. Prawdziwa historia, mający na celu przepisanie losów słowackiego zbójnika uznawanego zarówno na Słowacji, jak i w Polsce za bohatera narodowego. Sebastian Adamkiewicz z portalu Histmag.org, chwaląc stronę artystyczną oraz bardziej wiarygodną obsadę aktorską niż w przaśnym serialu Jerzego Passendorfera, zauważył jednak, że Holland i Adamik jednak „uległy presji legendy Janosika, i na niewiele zdało się tu ekranowe urealnianie jego postaci i miejsc, w których żył”. Problematyczny – zdaniem Adamkiewicza – okazał się szereg scen, takich jak objawienie Janosikowi Matki Boskiej tudzież rozmowa z diabłem.
Ucieczką od ludowego romantyzmu Janosika był dla Holland film W ciemności (2011). Historia kanalarza Leopolda Sochy (Robert Więckiewicz), który z narażeniem życia ukrywał uciekinierów z getta we Lwowie, została nakręcona w naturalistycznym stylu, a jednocześnie zmieniała spojrzenie na oblicza polskiego bohaterstwa. Jakub Majmurek podkreślał, że „zaskakuje przede wszystkim brak bohatera reprezentującego hegemoniczną, inteligencką, postszlachecką, heroiczno-insurekcyjną polskość. Nie ma tu żadnego szlachetnego żołnierza AK, pięknego młodzieńca z granatami i prozą Conrada (czy poezją Słowackiego) w chlebaku [...]. Leopold Socha jest plebejuszem mówiącym ciężko zrozumiałą dla współczesnych widzów gwarą lwowską, byłym więźniem i drobnym złodziejaszkiem”. W ciemności było najlepiej nagradzanym filmem na Festiwalu Polskich Filmów Fabularnych, zdobywając dziewięć statuetek, w tym Złote Lwy oraz nagrodę za reżyserię dla Holland. Jednocześnie, zbierając przeważnie pozytywne oceny za granicą, był to kolejny film Holland nominowany do Oscara dla najlepszego filmu nieanglojęzycznego.
Kolejne produkcje Holland: Gorejący krzew (Hořící Keř, 2013) oraz Dziecko Rosemary (Rosemary’s Baby, 2014), były miniserialami reżyserowanymi poza granicami Polski. Gorejący krzew poświęcony był nagłośnionemu przez media zachodnioeuropejskie przypadkowi praskiego studenta Jana Palacha, który po brutalnym stłumieniu Praskiej Wiosny w Czechosłowacji przez wojska Układu Warszawskiego popełnił samobójstwo w 1969. Adamkiewicz pisał na temat Gorejącego krzewu, iż „otwiera polskie oczy na tragedię naszych południowych sąsiadów. Zrywa z nich szwejkowską twarz, ukazując naród głęboko doświadczony przez historię, stłamszony i pozbawiony sił, aby walczyć”. Wyprodukowane przez amerykańską telewizję NBC Dziecko Rosemary stanowiło natomiast reinterpretację powieści Iry Levina, którą już w 1969 roku na język filmu przełożył Roman Polański. W odróżnieniu od Gorejącego krzewu, odbiór kolejnej adaptacji prozy Levina był wyjątkowo negatywny, a amerykańscy krytycy odczytywali miniserial Holland jako znacznie gorszą repryzę filmu Polańskiego. W styczniu 2014 Holland została przewodniczącą zarządu Europejskiej Akademii Filmowej w Berlinie.

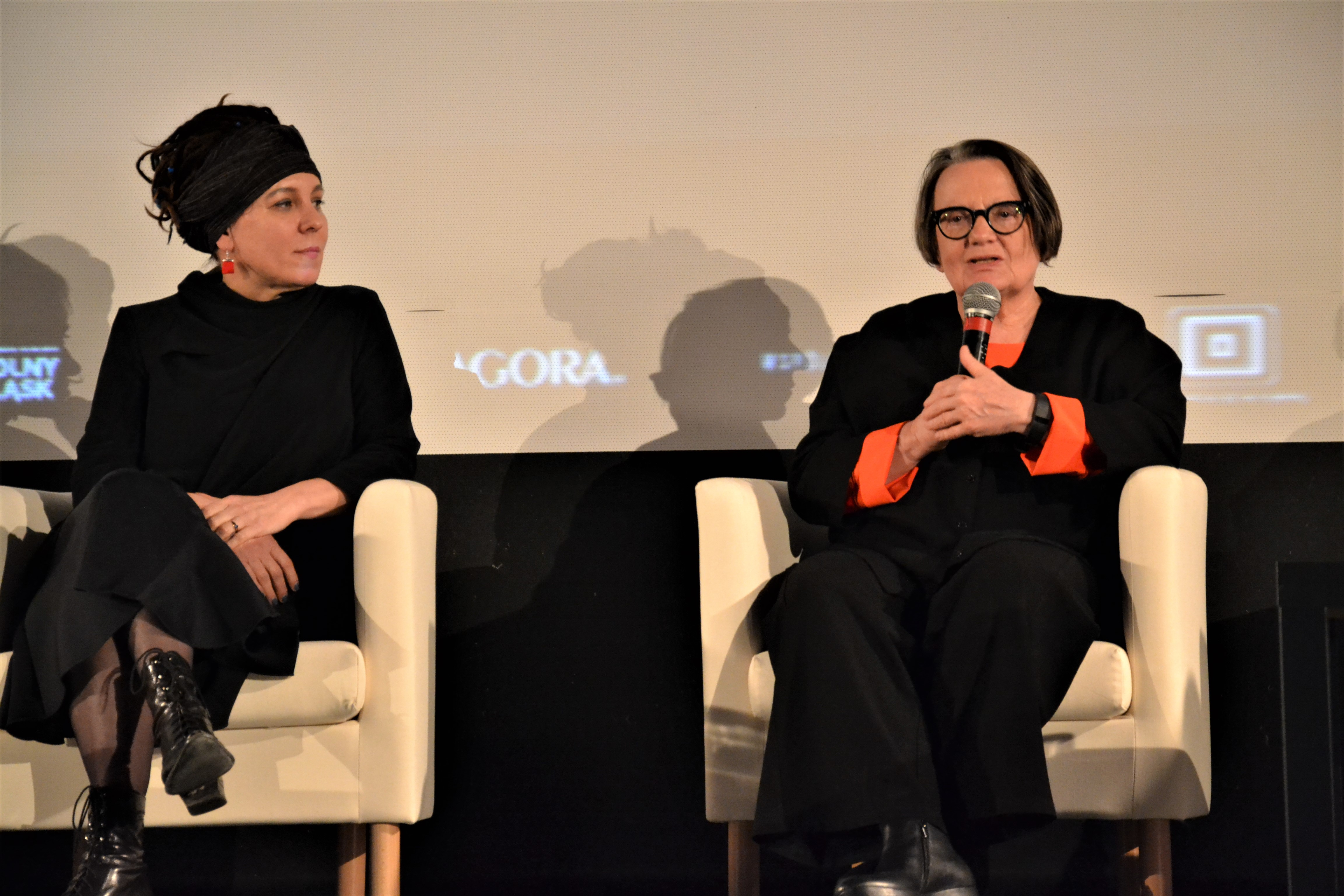
Olga Tokarczuk i Agnieszka Holland na spotkaniu promującym Pokot w Nowej Rudzie (2017)

W 2016 już w Polsce ukończyła prace nad adaptacją powieści Olgi Tokarczuk Prowadź swój pług przez kości umarłych. Pokot (2016) jest opowieścią kryminalną o kobiecie w podeszłym wieku (Agnieszka Mandat), która rozpowiada pogłoski, jakoby za tajemniczą serię morderstw lokalnych myśliwych i sprzyjających im notabli odpowiadały zwierzęta. Jednakże odbiór filmu był mieszany: prawicowe media uznawały Pokot za jednowymiarową „pochwałę ekoterroryzmu”, z kolei recenzenci czasopism i portali okołofilmowych stwierdzali, że „Pokot zawodzi [...] i jako kino gatunkowe, i jako posthumanistyczny manifest”, a atmosfera grozy „pryska, gdy na ekranie pojawiają się pajacujący Andrzej Grabowski i Jakub Gierszał”. Nie przeszkodziło to jednak Holland w zdobyciu Nagrody im. Alfreda Bauera na Międzynarodowym Festiwalu Filmowym w Berlinie.
Średnio przyjęty został również realizowany dla Netfliksa serial 1983 (2018), którego producentem wykonawczym była Holland. Osadzony w alternatywnej rzeczywistości, w której żelazna kurtyna nigdy nie opadła, 1983 ukazuje hipotetyczną ścieżkę rozwoju Polskiej Rzeczypospolitej Ludowej po zamachu terrorystycznym w tytułowym roku. Serial, którego dwa pierwsze odcinki wyreżyserowała Holland, rozczarował krytyków; Aneta Kyzioł z „Polityki” przyznała, iż „dialogi często brzmią jak sentencje, a niektóre sceny rażą siermiężną stylizacją”.
W 2019 Holland ukończyła prace nad filmem Obywatel Jones. Bohaterem produkcji jest walijski dziennikarz Gareth Jones (James Norton), który jako jeden z pierwszych korespondentów zagranicznych w ZSRR w latach 30. opisał Wielki Głód na Ukrainie i wdawał się w polemikę z brytyjskimi apologetami rządów Józefa Stalina. Tym razem reżyserka zadowoliła zarówno liberalnych, jak i konserwatywnych krytyków: Łukasz Adamski z portalu wPolityce.pl opisywał Obywatela Jonesa jako „najlepszy od lat film Holland”, a Tadeusz Sobolewski z „Gazety Wyborczej” chwalił prostotę stylu i aktualność przesłania.
Nakręciwszy Obywatela Jonesa, Holland wyjechała do Czech, gdzie wyreżyserowała kolejny film biograficzny Szarlatan (2020). Jego bohaterem jest zielarz Jan Mikolášek (Ivan Trojan), niezwykle popularny w okresie międzywojennym zielarz i uzdrowiciel, który w 1957 roku został skazany w procesie pokazowym, a jego olbrzymi majątek – skonfiskowany przez władze komunistyczne. Holland zadbała o zniuansowany portret Mikoláška – konformisty świadczącego usługi oficjelom hitlerowskim i komunistycznym, ale zarazem człowieka zaszczutego przez historię. Prezentując Szarlatana na Berlinale, Holland deklarowała, iż postać Mikoláška przywodziła jej na myśl Kevina Spaceya, którego upadek był równie bolesny. Karol Barzowski z portalu Film.org.pl komentował, iż „Agnieszka Holland nie tylko nie zwalnia tempa, ale trzyma wciąż wysoki poziom”. Za Szarlatana reżyserka otrzymała Czeskiego Lwa.
W 2022 roku, zainspirowana kryzysem migracyjnym na granicy Białorusi z Unią Europejską, Holland rozpoczęła zdjęcia do filmu Zielona granica o grupie uchodźców, którzy planują przedostać się do Polski. Już na etapie produkcji film spotkał się z krytyką polskiej prawicy; minister kultury i dziedzictwa narodowego Piotr Gliński oświadczył, że film Holland „nie jest sponsorowany ze środków Ministerstwa Kultury i Dziedzictwa Narodowego, ani z żadnych innych instytucji powiązanych z MKiDN”, a posłanka Prawa i Sprawiedliwości Joanna Lichocka traktowała film jako „element walki z polskim rządem”. Zdjęcia do Zielonej granicy zostały ukończone w maju 2023 roku, a premiera filmu – zaplanowana z myślą o wrześniowym konkursie głównym podczas Międzynarodowego Festiwalu Filmowego w Wenecji. Tamże Zielona granica została uhonorowana Nagrodą Specjalną Jury. Recenzje filmu za granicą były najczęściej przychylne; Peter Bradshaw z „The Guardiana” pisał o Zielonej granicy jako „ciosie w splot słoneczny”, który jest jednak „ważnym filmowym świadectwem tego, co dzieje się obecnie w Europie”. Zdaniem Jakuba Popieleckiego z portalu Filmweb Zielona granica stała się przykładem „obywatelskiego kina szybkiego reagowania” na podobieństwo Człowieka z żelaza (1981) Andrzeja Wajdy.
W 2024 roku Holland zasiadała w jury konkursu głównego na 81. MFF w Wenecji. Dofinansowanie jej planowanego kolejnego filmu, dzieła biograficznego o Franzu Kafce, natrafiało na trudności; dyrektor Polskiego Instytutu Sztuki Filmowej, Radosław Śmigulski, motywowany rzekomo osobistą obrazą podczas rozmowy z Holland, wbrew rekomendacjom ekspertów nie przyznał środków na jej film. Koprodukcja czesko-niemiecko-polsko-francuska, z debiutującym aktorem Idanem Weissem w tytułowej roli, została mimo wszystko ukończona w kwietniu 2025 roku, a jej premierę zaplanowano na jesień 2025 roku.

### Działalność pozafilmowa
Holland udzielała się jako reżyserka spektakli teatralnych i telewizyjnych. W Polsce wystawiła pięć sztuk: Emigrantów Sławomira Mrożka (data premiery – 1976), Woyzecka Georga Büchnera (1976), Dusię, Rybę, Wal i Letę Pam Gems (1978), Dla miłego grosza Apolla Korzeniowskiego (1979) oraz – wespół z Anną Smolar – Aktorów prowincjonalnych (2008) według scenariusza Holland i Witolda Zatorskiego. Nakręciła też pięć spektakli Teatru Telewizji: Dłużników Leonida Żuchowickiego (1974), Lorenzaccia Alfreda de Musset (1978), Łamanie kołem Macieja Bordowicza (1979), Proces Franza Kafki (1980, wespół z Laco Adamíkiem) oraz Dybuka Szymona An-skiego (1999).
Jest autorką tłumaczenia powieści Milana Kundery Nieznośna lekkość bytu (1982), która w wersji polskiej po raz pierwszy została opublikowana przez krakowską Oficynę Literacką w 1985.

### Poglądy

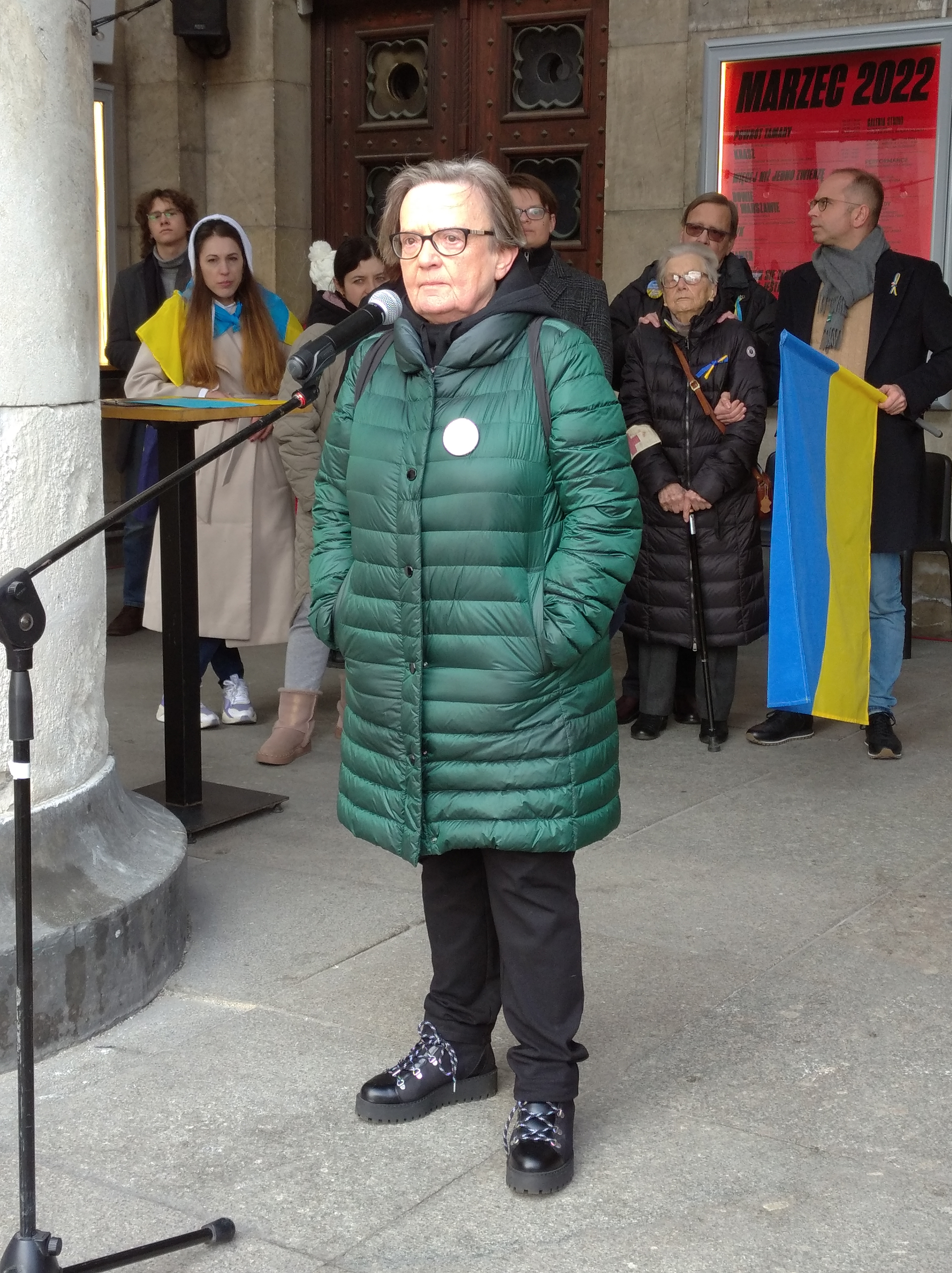
Agnieszka Holland w trakcie mowy na demonstracji solidarności z Ukrainą w Warszawie (2022).

Krytycznie wyrażała się o rządach Prawa i Sprawiedliwości, zarówno w latach 2005–2007, jak i w latach 2015–2023. Krytykowała przede wszystkim politykę historyczną tej partii, wyrażoną w postaci „zero-jedynkowego obrazu dobra i zła, a następnie instrumentalnie wykorzystywaną w celach stricte politycznych”. Głosiła potrzebę wolności słowa przynajmniej w dziedzinie sztuki, jako że „społeczna funkcja sztuki polega m.in. na tym, że jest ona niejako eksterytorialna, wyłączona z gry pedagogiczno-moralno-polityczno-religijnej, jakiejkolwiek”. Holland zaznaczała, że w czasach Polskiej Rzeczypospolitej Ludowej ludzie sztuki byli bardziej szanowani aniżeli za rządów PiS. Poddawała krytyce również rządy Platformy Obywatelskiej w latach 2007–2015, zarzucając jej technokratyczny styl rządzenia, który miał zrazić Polaków do tej partii. Po 2023 roku, gdy PO wróciła do władzy, Holland poszerzyła swój zarzut wobec tej partii o zaostrzanie retoryki antyimigranckiej i przejmowanie „faszyzującej agendy”. Niechętna polskiej prawicy, Holland odniosła się jednak krytycznie również do zachwytu zachodnich dziennikarzy ideologią komunistyczną w trakcie zimnej wojny, uzasadniając wszelako ów zachwyt następująco:
Perspektywa komunistycznego kraju, który przynajmniej na papierze obiecuje sprawiedliwość, szczęśliwość i oferuje darmowe szkolnictwo czy opiekę zdrowotną dla wszystkich, okazała się bardzo kusząca. Potem przyszła druga wojna światowa. Bez Stalina Niemcy by wygrali. Morze krwi, które naród radziecki oddał, budziło podziw i sentyment. Najszybciej minęły one Amerykanom. Ale ponieważ antykomunizm makkartyzmu był prymitywny, poparcie intelektualistów dla lewicy się zachowało. Ponadto panowało słuszne skądinąd przekonanie, że istnienie Związku Radzieckiego cywilizuje zachodni kapitalizm. Europa skorzystała chyba najbardziej na idei państwa opiekuńczego zaczerpniętej od komunistów. Więc nie chciała utożsamiać się z ofiarami komunizmu.
Krytykując dwudziestowieczne totalitaryzmy, Holland była orędowniczką wolności słowa w każdej sferze aktywności. Pozytywnie oceniała przynależność Polski do Unii Europejskiej. Często podejmowała tematy konieczności ochrony praw kobiet oraz praw zwierząt. Uznawała, że kryzys wywołany pandemią COVID-19 znieczulił społeczeństwa europejskie: „Ze społeczeństwa, które nachyla się nad każdym życiem – od wcześniaka do stuletniego starca, zmieniliśmy się w kilka chwil w darwinowskich Spartan”. Jej zdaniem ratunkiem dla Europy mogło być młode pokolenie kobiet, które w przeciwieństwie do konserwatywnych mężczyzn jasno widzi zagrożenie wynikające z katastrofy klimatycznej i śmielej broni demokracji. W 2019, w wywiadzie dla „Wysokich Obcasów”, postulowała czasowe zawieszenie czynnych praw wyborczych mężczyzn.

Z niepokojem komentowała wydarzenia w amerykańskiej kinematografii po powtórnym objęciu w 2025 roku urzędu prezydenta Stanów Zjednoczonych przez Donalda Trumpa, postrzegając je jako hamulec dla społecznej roli sztuk audiowizualnych:
W tej chwili to, co się dzieje, ma duże cechy autorytaryzmu i zaczęło dotyczyć bardzo różnych stref życia. […] Powiedzmy sobie szczerze – rozrywka się cenzuruje. Platformy również się cenzurują, ponieważ wiadomo, że w świecie tak podzielonym i tak spolaryzowanym, mówiąc wyraziście o rzeczywistości, tracimy automatycznie połowę potencjalnych widzów. Więc po co to robić? Skoro możemy robić coś niekontrowersyjnego, co nikogo nie obrazi, albo nikogo nie odstręczy. W moim przekonaniu takie kino, taka telewizja, nie mogą być naprawdę dobre.
Jakkolwiek przyznawała, że „religia jest ludziom potrzebna”, uznawała polski katolicyzm i inne religie bądź wyznania monoteistyczne za ewoluujące „w stronę wykluczającego fundamentalizmu, agresji wobec niewiernych czy inaczej wierzących”. Prawicowi publicyści zarzucali Holland ateizm, choć ona sama deklarowała, że do niechęci wobec Kościoła katolickiego skłonił ją bardziej fundamentalizm kleru aniżeli same prawdy wiary.
Została członkiem honorowego komitetu poparcia Bronisława Komorowskiego przed przyspieszonymi wyborami prezydenckimi 2010 oraz przed wyborami prezydenckimi w Polsce w 2015 roku.

## Styl filmowy
Agnieszka Holland jest zaliczana w poczet artystów związanych z kinem moralnego niepokoju. Za swoje główne źródło inspiracji uznawała twórczość czechosłowackiej Nowej Fali. Reżyserka skupiała się w swoich filmach na doświadczeniach jednostek na tle wielkich wydarzeń politycznych. O ile jednak filmy kinowe Holland koncentrują się na krytyce rządów komunistycznych i nazistowskich, o tyle filmy telewizyjne realizowane w Stanach Zjednoczonych za cel stawiały sobie ukazanie „moralnego upadku Ameryki”.
Częstym motywem pojawiającym się w twórczości Holland jest szereg postaw pojedynczych osób wobec wydarzeń II wojny światowej. Filmy takie jak Europa, Europa, Korczak oraz Gorzkie żniwa „służą potrzebnemu, ważnemu celowi: mają za zadanie edukować młodzież, żydowską lub nieżydowską, o eksploatacji i eksterminacji pojedynczej rasy”. Do innych charakterystycznych motywów w twórczości Holland należy gwałtowna utrata przez dzieci niewinności w wyniku niespodziewanych wydarzeń (Olivier, Olivier, Tajemniczy ogród). David Thomson zaznacza, że w swojej twórczości Holland „wykazała zauważalny talent do historii o wysiedleniach [...], których ciężkiej, pozbawionej sentymentalizmu strukturze i charakterowi akompaniował magiczny sposób przedstawiania”.
Holland przywiązywała w swoich utworach filmowych szczególną uwagę do właściwego wykorzystania muzyki:

Muzyka jest częścią opowiadania historii, kolejnym głosem w tkaninie narracyjnej, na pewno wzmacniającym emocje. Oznacza to, że nawet jeśli nie jest to muzyka melodramatyczna, zwłaszcza sentymentalna, emocjonalna czy słodka – jakakolwiek nie byłaby ta muzyka – to połączenie dźwięku i obrazu tworzy emocjonalną całość. Jeśli nie potrzebujesz emocji, to może nie potrzebujesz muzyki.

## Życie prywatne, osobowość

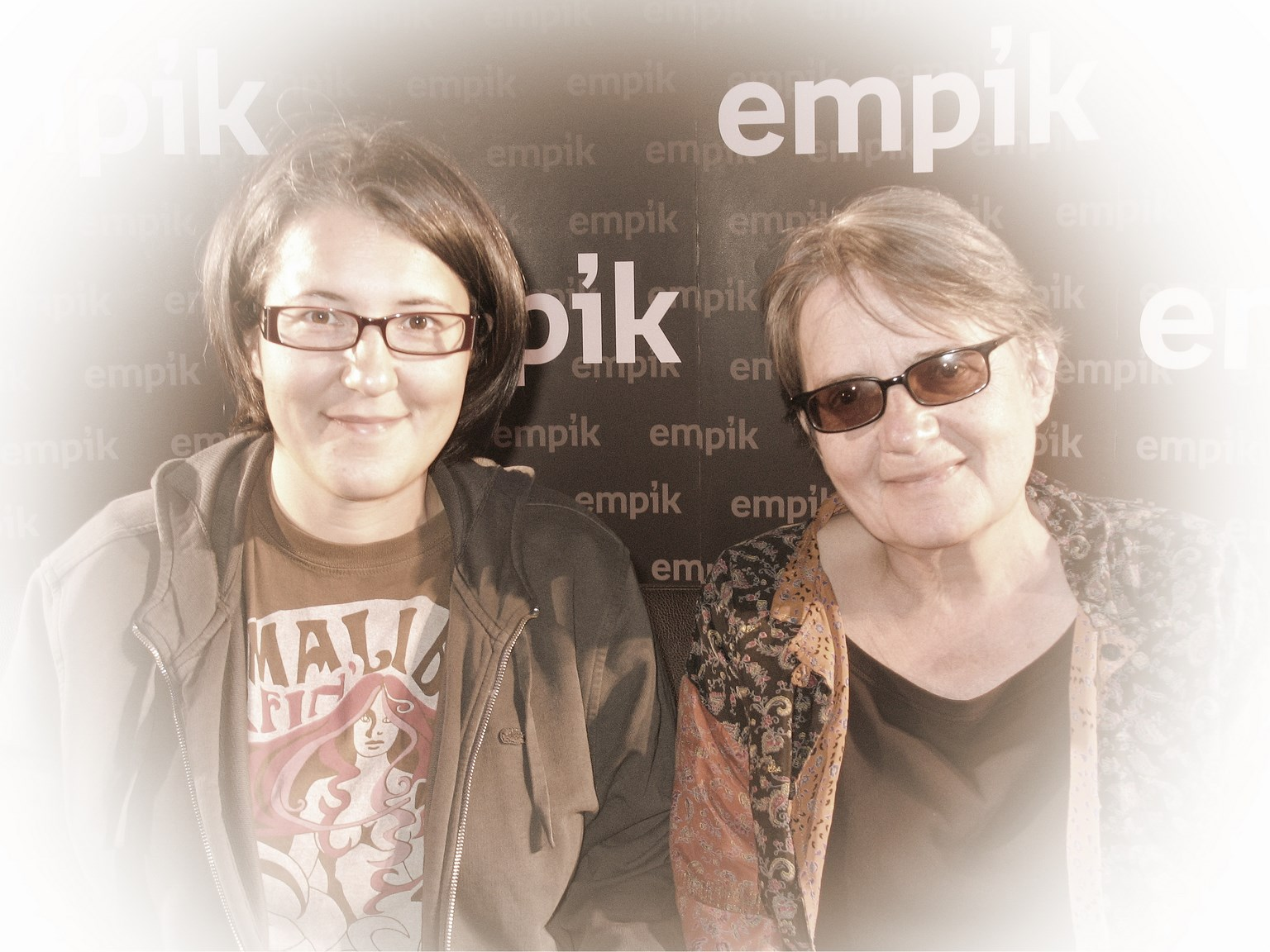
Holland z córką, Kasią Adamik (2009)

Już w trakcie prac w Zespole Filmowym „X” dała się poznać jako osoba o silnym charakterze oraz charyzmie, niestroniąca od dosadnych sformułowań. Andrzej Wajda wspominał: Agnieszka była bardzo agresywna. Szybko stała się przywódcą naszego zespołu. Krzysztof Zanussi opisywał Holland następująco: Temperament wulkaniczny, lecz bardzo klarowny, kartezjański umysł.
Po upadku Praskiej Wiosny zawarła związek małżeński ze starszym od niej słowackim studentem Laco Adamíkiem. Ze związku w Polsce urodziła im się córka, Kasia Adamik. Gdy wprowadzony został stan wojenny, małżeństwo znalazło się w kryzysie – Laco Adamík pozostał w Polsce z córką. Choć Holland podstępem umożliwiła rodzinie przybycie do Francji, wysławszy wcześniej do Polski zaświadczenie lekarskie o złym stanie zdrowia, Adamík nie odnalazł się we Francji. Rozwodząc się z Holland, wyjechał z powrotem do Polski i zostawił Katarzynę przy matce.
Holland pomogła Adamik w rozpoczęciu kariery filmowej, zatrudniając ją jako asystentkę reżysera przy Tajemniczym ogrodzie, a z czasem współtworząc z nią kolejne filmy. Holland była producentką filmu Boisko bezdomnych (2008), debiutu reżyserskiego Adamik.

## Filmografia
| Twórczość filmowa |                                          |           |              |         | |
| Rok               | Tytuł                                    | Reżyserka | Scenarzystka | Aktorka | Uwagi |
| 1972              | Iluminacja                               |           |              | T       | reż. Krzysztof Zanussi |
| 1974              | Pozwólcie nam do woli fruwać nad ogrodem |           |              | T       | reż. Stanisław Latałło |
| 1975              | Obrazki z życia                          | T         |              |         | nowela 3. Dziewczyna i „Akwarius”                                                                                                  |
| 1975              | Wieczór u Abdona                         | T         | T            |         | film telewizyjny na podstawie opowiadania Jarosława Iwaszkiewicza                                                                  |
| 1976              | Blizna                                   |           |              | T       | reż. Krzysztof Kieślowski |
| 1976              | Zdjęcia próbne                           | T         | T            | T       | występ w roli reżyserki Agnieszki                                                                                                  |
| 1976              | Niedzielne dzieci                        | T         | T            |         | |
| 1977              | Coś za coś                               | T         | T            |         | |
| 1978              | Zwycięzcy                                |           | T            |         | reż. Andrzej Zajączkowski |
| 1978              | Okruch lustra                            |           | T            | T       | reż. Andrzej Zajączkowski |
| 1978              | Bez znieczulenia                         |           | T            |         | reż. Andrzej Wajda |
| 1978              | Aktorzy prowincjonalni                   | T         | T            |         | |
| 1980              | Gorączka                                 | T         |              |         | adaptacja Dziejów jednego pocisku Andrzeja Struga                                                                                  |
| 1981              | Kobieta samotna                          | T         | T            |         | |
| 1981              | Mężczyzna niepotrzebny!                  |           | T            |         | reż. Laco Adamík |
| 1982              | Przesłuchanie                            |           |              | T       | reż. Ryszard Bugajski |
| 1983              | Miłość w Niemczech                       |           | T            |         | reż. Andrzej Wajda |
| 1985              | Kultura                                  | T         |              |         | film dokumentalny |
| 1985              | Gorzkie żniwa                            | T         | T            |         | |
| 1985              | Czapski                                  | T         | T            |         | film dokumentalny |
| 1987              | Anna                                     |           | T            |         | reż. Jerzy Bogajewicz |
| 1988              | Zabić księdza                            | T         | T            |         | |
| 1988              | Biesy                                    |           | T            |         | reż. Andrzej Wajda |
| 1990              | Europa, Europa                           | T         | T            |         | |
| 1990              | Korczak                                  |           | T            |         | reż. Andrzej Wajda |
| 1991              | Largo desolato                           | T         | T            |         | |
| 1991              | Olivier, Olivier                         | T         | T            |         | |
| 1993              | Tajemniczy ogród                         | T         |              |         | |
| 1995              | Całkowite zaćmienie                      | T         |              |         | |
| 1997              | Plac Waszyngtona                         | T         |              |         | |
| 1999              | Trzeci cud                               | T         |              |         | |
| 2001              | Golden Dreams                            | T         |              |         | film dokumentalny na zamówienie Disneylandu                                                                                        |
| 2001              | Strzał w serce                           | T         |              |         | |
| 2001              | Julia wraca do domu                      | T         |              |         | |
| 2004–2008         | Prawo ulicy                              | T         |              |         | serial telewizyjny, odcinki: Moral Midgetry (odc. 8, seria 3), Corner Boys (odc. 8, seria 4), React Quotes (odc. 5, seria 5)       |
| 2004–2009         | Dowody zbrodni                           | T         |              |         | serial telewizyjny, odcinki: Hubris, The Plan (odc. 11-12, seria 1), Justice (odc. 10, seria 5), Lotto Fever (odcinek 12, seria 6) |
| 2006              | Kopia mistrza                            | T         |              |         | |
| 2006              | Historia Gwen Araujo                     | T         |              |         | |
| 2007              | Ekipa                                    | T         |              | T       | odcinki: 1–3, 9, 13–14, współpraca – odcinki: 4–8, 10–12                                                                           |
| 2008              | Boisko bezdomnych                        |           | T            | T       | producent, reż. Kasia Adamik |
| 2009              | Janosik. Prawdziwa historia              | T         |              |         | współreżyser Kasia Adamik |
| 2010–2011         | Treme                                    | T         |              |         | serial telewizyjny, odcinki: 1, 10 (seria 1), 2 (seria 2)                                                                          |
| 2011              | W ciemności                              | T         |              |         | |
| 2011–2012         | Dochodzenie                              | T         |              |         | serial telewizyjny; seria 1 (odcinki: 6, 9), seria 2 (odcinki: 1)                                                                  |
| 2013              | Gorejący krzew                           | T         |              |         | miniserial |
| 2014              | Dziecko Rosemary                         | T         |              |         | miniserial |
| 2015–2017         | House of Cards                           | T         |              |         | serial telewizyjny; seria 3 – odcinki 10–11, seria 5 – odcinki: 10–11                                                              |
| 2016              | Pokot                                    | T         | T            |         | współreżyser Kasia Adamik |
| 2018              | The First. Misja na Marsa                | T         |              |         | serial telewizyjny; odcinki 1–2 |
| 2018              | 1983                                     | T         |              |         | serial telewizyjny; odcinki 1–2; także producentka wykonawcza                                                                      |
| 2019              | Obywatel Jones                           | T         |              |         | |
| 2020              | Szarlatan                                | T         |              |         | film fabularny o Janie Mikolášku                                                                                                   |
| 2023              | Zielona granica                          | T         | T            |         | współscenarzyści Gabriela Łazarkiewicz-Sieczko, Maciej Pisuk                                                                       |

## Nagrody za filmy

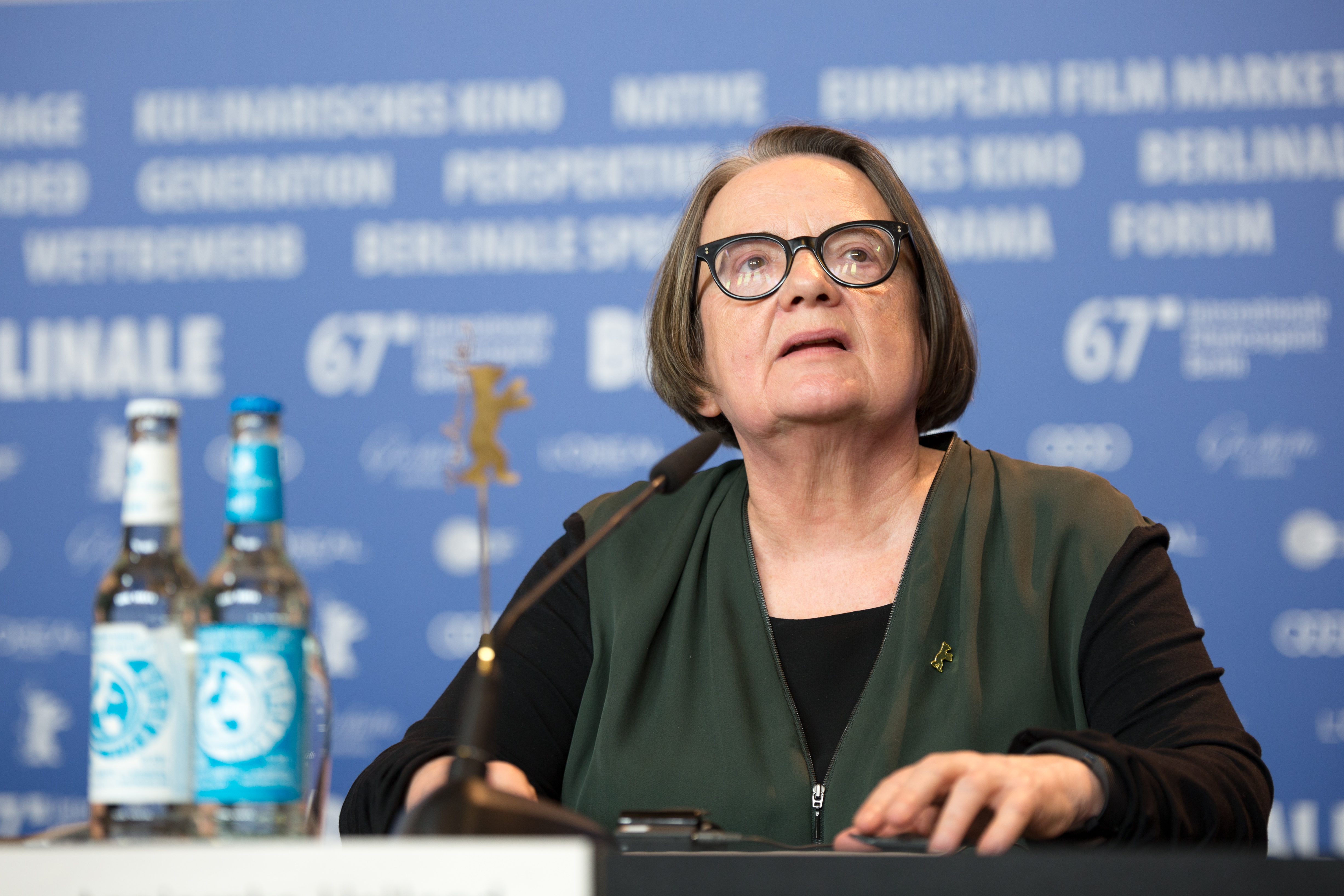
Agnieszka Holland na Berlinale w 2017 roku

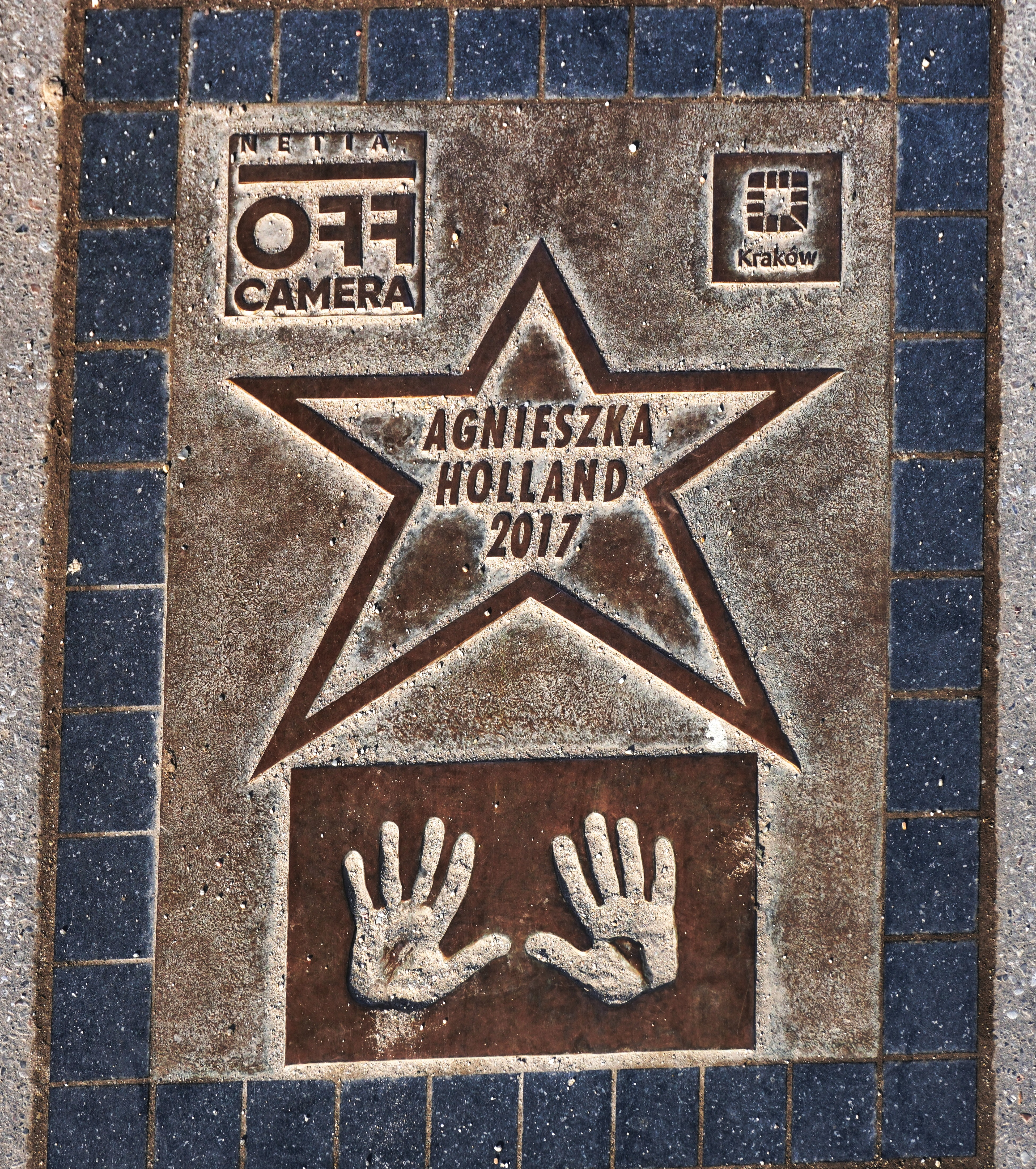
Gwiazda Agnieszki Holland na Alei Gwiazd w Krakowie

| Nagrody za filmy |                           |                                                         |                                                                       |
| Rok              | Film                      | Instytucja                                              | Nagroda                                                               |
| 1977             | Zdjęcia próbne            | Lubuskie Lato Filmowe                                   | Nagroda ZSMP za wybitne walory ideowo-wychowawcze                     |
| 1977             | Niedzielne dzieci         | Festiwal Polskiej Twórczości Telewizyjnej               | Nagroda „Gazety Olsztyńskiej”                                         |
| 1979             | Aktorzy prowincjonalni    | Koszaliński Festiwal Debiutów Filmowych „Młodzi i Film” | Grand Prix „Wielki Jantar”                                            |
| 1980             | Aktorzy prowincjonalni    | Międzynarodowy Festiwal Filmowy w Cannes                | Nagroda FIPRESCI                                                      |
| 1981             | Gorączka                  | Festiwal Polskich Filmów Fabularnych                    | Złote Lwy Gdańskie                                                    |
| 1988             | Kobieta samotna           | Festiwal Polskich Filmów Fabularnych                    | Nagroda Specjalna Jury                                                |
| 1990             | Europa, Europa            | Międzynarodowy Festiwal Filmowy w Viareggio             | Nagroda za reżyserię                                                  |
| 1992             | Europa, Europa            | Amerykańskie Stowarzyszenie Krytyków Filmowych          | Nagroda Amerykańskiego Stowarzyszenia Krytyków FIlmowych              |
| 1992             | Europa, Europa            | Stowarzyszenie Prasy Zagranicznej w Hollywood           | Złoty Glob za film obcojęzyczny                                       |
| 2011             | W ciemności               | Festiwal Filmu Polskiego w Ameryce                      | Złote Zęby dla najbardziej interesującego filmu fabularnego           |
| 2011             | W ciemności               | Międzynarodowy Festiwal Filmowy w Mar del Plata         | Nagroda Publiczności                                                  |
| 2011             | W ciemności               | Międzynarodowy Festiwal Filmowy w Saint Louis           | Nagroda Publiczności                                                  |
| 2011             | W ciemności               | Międzynarodowy Festiwal Filmowy w Valladolid            | Nagroda Publiczności                                                  |
| 2012             | W ciemności               | Batumi International Art House Film Festival            | Grand Prix                                                            |
| 2012             | W ciemności               | Festiwal Polskich Filmów Fabularnych                    | Złote Lwy                                                             |
| 2012             | W ciemności               | Festiwal Polskich Filmów Fabularnych                    | Nagroda za reżyserię                                                  |
| 2014             | Gorejący krzew            | Czeska Akademia Sztuki Filmowej i Telewizyjnej          | Najlepszy film                                                        |
| 2014             | Gorejący krzew            | Czeska Akademia Sztuki Filmowej i Telewizyjnej          | Najlepszy reżyser                                                     |
| 2014             | Gorejący krzew            | Czeska Akademia Sztuki Filmowej i Telewizyjnej          | Nagroda Publiczności                                                  |
| 2014             | Gorejący krzew            | Nagroda Czeskich Krytyków Filmowych                     | Najlepszy film                                                        |
| 2014             | Gorejący krzew            | Nagroda Czeskich Krytyków Filmowych                     | Najlepszy reżyser                                                     |
| 2017             | Pokot                     | Międzynarodowy Festiwal Filmowy w Berlinie              | Srebrny Niedźwiedź – Nagroda im. Alfreda Bauera                       |
| 2017             | Pokot                     | Festiwal Filmu Polskiego w Ameryce                      | Nagroda Specjalna Przewodniczącego Komitetu Organizacyjnego Festiwalu |
| 2017             | Pokot                     | Festiwal Polskich Filmów Fabularnych                    | Nagroda za reżyserię                                                  |
| 2017             | Pokot                     | Lubuskie Lato Filmowe                                   | Brązowe Grono                                                         |
| 2017             | Pokot                     | Fantasia International Film Festival w Montrealu        | Nagroda Główna                                                        |
| 2017             | Pokot                     | Tarnowska Nagroda Filmowa                               | Nagroda Jury Młodzieżowego                                            |
| 2019             | Obywatel Jones            | Festiwal Polskich Filmów Fabularnych                    | Złoty Kangur (nagroda australijskich dystrybutorów)                   |
| 2019             | Obywatel Jones            | Festiwal Polskich Filmów Fabularnych                    | Złote Lwy                                                             |
| 2021             | Szarlatan                 | Czeska Akademia Sztuki Filmowej i Telewizyjnej          | Najlepszy film                                                        |
| 2021             | Szarlatan                 | Czeska Akademia Sztuki Filmowej i Telewizyjnej          | Najlepszy reżyser                                                     |
| 2021             | Obywatel Jones, Szarlatan | Fundacja Jerzego Turowicza                              | Nagroda im. Jerzego Turowicza                                         |
| 2023             | Zielona granica           | Międzynarodowy Festiwal Filmowy w Wenecji               | Nagroda Specjalna Jury                                                |

## Nagrody honorowe i inne
| Nagrody honorowe, upamiętnienia, odznaczenia |                                                                                      |                                                      | |
| Rok                                          | Instytucja                                                                           | Nagroda                                              | Uzasadnienie |
| 1993                                         | Krajowa Fundacja Kultury Żydowskiej w USA                                            | Żydowska Nagroda za Osiągnięcia Kulturalne           | b.d. |
| 1997                                         | Festiwal Filmu Polskiego w Ameryce                                                   | Nagroda „Skrzydeł”                                   | „za szczególne osiągnięcia w dziedzinie sztuki filmowej poza Polską, za rozwinięcie skrzydeł w świecie” |
| 1998                                         | Miasto Łódź                                                                          | Gwiazda Agnieszki Holland w Alei Gwiazd              | b.d. |
| 1999                                         | Festiwal Filmowy w Las Vegas                                                         | Nagroda za całokształt twórczości                    | b.d. |
| 2001                                         | Prezydent Rzeczypospolitej Polskiej                                                  | Krzyż Oficerski Orderu Odrodzenia Polski             | „za wybitne zasługi dla kultury polskiej, za osiągnięcia w pracy twórczej” |
| 2003                                         | Camerimage                                                                           | Nagroda Atlasa                                       | za promowanie polskiej kultury za granicą |
| 2004                                         | IX Festiwal Gwiazd w Międzyzdrojach                                                  | Odcisk dłoni na Promenadzie Gwiazd                   | b.d. |
| 2007                                         | Festiwal „Lato z Muzami” w Nowogardzie                                               | Nagroda Specjalna                                    | b.d. |
| 2007                                         | Festiwal Filmów-Spotkań NieZwykłych                                                  | Tytuł Reżyserki NieZwykłej 2007                      | b.d. |
| 2008                                         | Prezydent Gdańska                                                                    | Nagroda Prezydenta Miasta Gdańska „Neptun”           | b.d. |
| 2008                                         | Akademia Telewizyjna                                                                 | Super Wiktor 2007                                    | za całokształt osiągnięć |
| 2008                                         | Minister Kultury i Dziedzictwa Narodowego                                            | Złoty Medal „Gloria Artis – Zasłużony Kulturze”      | b.d. |
| 2009                                         | Kino Charlie w Łodzi                                                                 | Złoty Glan                                           | b.d. |
| 2011                                         | Prezydent Rzeczypospolitej Polskiej                                                  | Krzyż Komandorski z Gwiazdą Orderu Odrodzenia Polski | za „wybitne zasługi dla kultury narodowej, za osiągnięcia w twórczości artystycznej” |
| 2012                                         | Ambasada Stanów Zjednoczonych w Polsce                                               | Nagroda Wolności im. Jana Karskiego                  | za „wyjątkowy polityczny i społeczny wkład na rzecz demokracji i praw człowieka” |
| 2012                                         | Festiwal Filmowy „Febiofest” w Pradze                                                | Nagroda za wkład w światową kinematografię           | b.d. |
| 2013                                         | Fundacja im. Izabeli Jarugi-Nowackiej                                                | Okulary Równości                                     | dla osób „zasłużonych dla inicjatyw przeciwdziałającym nierównościom społecznym” |
| 2013                                         | Polska Akademia Nauk im. Tadeusza Kotarbińskiego                                     | Medal Polskiej Akademii Nauk                         | b.d. |
| 2013                                         | Redakcja „Tygodnika Powszechnego”                                                    | Medal świętego Jerzego                               | za „duchowy niepokój i szukanie dla niego artystycznego wyrazu – jak w serialu Gorejący krzew, poświęconemu historii Jana Palacha oraz za odwagę stawiania metafizycznych pytań i powagę w traktowaniu etycznych kwestii” |
| 2014                                         | Tarnowska Nagroda Filmowa                                                            | Nagroda za całokształt twórczości artystycznej       | b.d. |
| 2014                                         | Ministerstwo Spraw Zagranicznych Czech                                               | Nagroda „Gratias Agit”                               | za „zasługi w szerzeniu dobrego imienia państwa czeskiego” |
| 2014                                         | Kołobrzeski Festiwal Filmowy „Sensacyjne Lato Filmów”                                | Kołobrzeska Nagroda Filmowa „Latarnik”               | dla „reżysera, który wykorzystując reguły kina gatunkowego tworzy ważne artystycznie, a jednocześnie lubiane przez publiczność filmy” |
| 2014                                         | Culture.pl                                                                           | Nagroda Culture.pl Superbrands                       | za aktywne upowszechnianie kultury polskiej za granicą |
| 2015                                         | Tygodnik „Polityka”                                                                  | Kreator Kultury                                      | za „łączenie wybitnie autorskiego spojrzenia na film z trudnymi regułami kina rozrywkowego. Za otwartość, odwagę tworzenia ambitnej sztuki i bezkompromisowość wyrażania w życiu publicznym niepopularnych idei. Za to, że swoją twórczością nie pozwala nam zapomnieć o historii i paradoksach Europy Wschodniej” |
| 2015                                         | Fundacja Kościuszkowska                                                              | Pioneer Award                                        | b.d. |
| 2015                                         | Stowarzyszenie Autorów Zdjęć Filmowych                                               | Nagroda Specjalna                                    | b.d. |
| 2016                                         | Uniwersytet Brandeis w Waltham                                                       | Doktorat honoris causa                               | b.d. |
| 2017                                         | Waszyngtoński Festiwal Filmów Żydowskich                                             | Nagroda Wizjonerów                                   | za „odkrywcze i wnikliwe przedstawienie różnorodności losów Żydów w sztuce filmowej” |
| 2017                                         | Festiwal Off Camera w Krakowie                                                       | Nagroda „Pod Prąd”                                   | za „szczególne osiągnięcia w rozwoju kina niezależnego” |
| 2017                                         | Wydział Filmu i Telewizji Akademii Sztuk Scenicznych (FAMU) w Pradze                 | Doktorat honoris causa                               | b.d. |
| 2017                                         | Konfederacja Lewiatan i Fundacja na Rzecz Myślenia im. Barbary Skargi                | Nagroda za Odważne Myślenie                          | |
| 2018                                         | Uniwersytet Rzymski „La Sapienza”                                                    | Tytuł Doctora Honoris Causa                          | |
| 2019                                         | 17. Międzynarodowy Festiwal Filmowy „Tofifest” w Toruniu                             | Złoty Anioł                                          | za niepokorność twórczą |
| 2019                                         | Uniwersytet Europejski Viadrina we Frankfurcie nad Odrą                              | Nagroda Uniwersytetu                                 | b.d. |
| 2019                                         | Prezydent Ukrainy                                                                    | Order Księżnej Olgi III stopnia                      | za „wybitne zasługi m.in. w działalności państwowej, społecznej, naukowej, kulturalnej i oświatowej” |
| 2019                                         | Stowarzyszenie Autorów ZAiKS                                                         | Nagroda specjalna i członkostwo honorowe             | b.d. |
| 2020                                         | Międzynarodowy Festiwal Filmowy w Sofii                                              | FIPRESCI Platinum Award                              | b.d. |
| 2021                                         | Festiwal Polskich Filmów Fabularnych                                                 | Platynowe Lwy                                        | Za całokształt twórczości |
| 2021                                         | Prezydent Słowacji                                                                   | Medal Prezydenta Republiki Słowackiej                | b.d. |
| 2022                                         | Polska Akademia Umiejętności                                                         | członek czynny                                       | |
| 2023                                         | Państwowa Wyższa Szkoła Filmowa, Telewizyjna i Teatralna im. Leona Schillera w Łodzi | Tytuł Doctora Honoris Causa                          | |
| 2023                                         | Miasto Katowice, Uniwersytet Śląski, Teatr Śląski im. Stanisława Wyspiańskiego       | Nagroda im. Kazimierza Kutza                         | za „film Zielona granica, który przywraca tożsamość osobom zmarłym i zaginionym na polsko-białoruskim pograniczu, niosąc wiarę w to, że humanitarny świat nie umarł w Polsce i uświadamiając nam, że niesienie pomocy jest zawsze legalne” |
| 2024                                         | „Gazeta Wyborcza”                                                                    | Człowiek Roku                                        | W uznaniu jej dorobku artystycznego i „obywatelskiej odwagi” |
| 2024                                         | Prezydent Czech                                                                      | Medal Za Zasługi I Stopnia                           | za „zasługi dla państwa w dziedzinie kultury” |
| 2024                                         | Uniwersytet Marie-Curie Skłodowskiej                                                 | Tytuł Doctora Honoris Causa                          | za „poszukiwanie prawdy i stawianie niewygodnych pytań, pokazywanie w filmach wieloznaczności świata, za odsłanianie skomplikowanych ludzkich relacji i emocji, łączenie poetyki i sztuki filmowej z bezkompromisową postawą obywatelską, za odwagę mówienia pełnym głosem o sprawach trudnych, za wrażliwość na drugiego człowieka i przywracanie mu godności oraz za mądrość i pozostawanie w nieustannym twórczym ruchu” |